# Præstø Amt

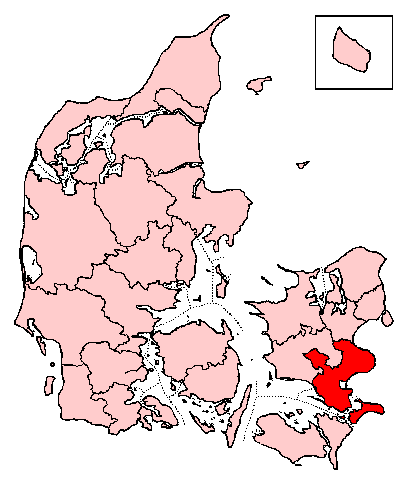
Lage des Præstø Amt in Dänemark

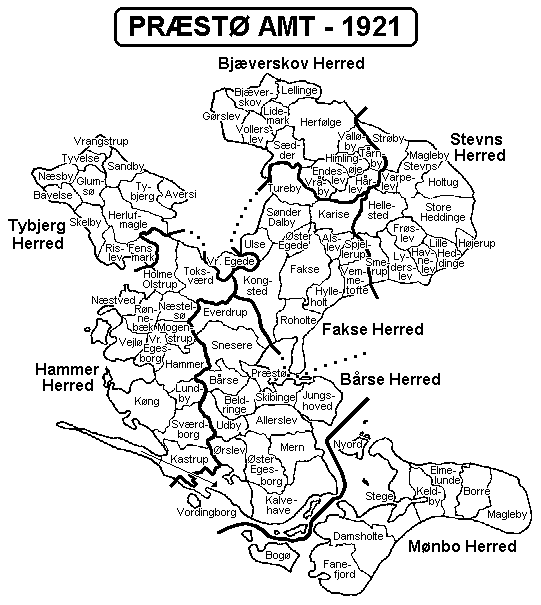
Præstø Amt 1921

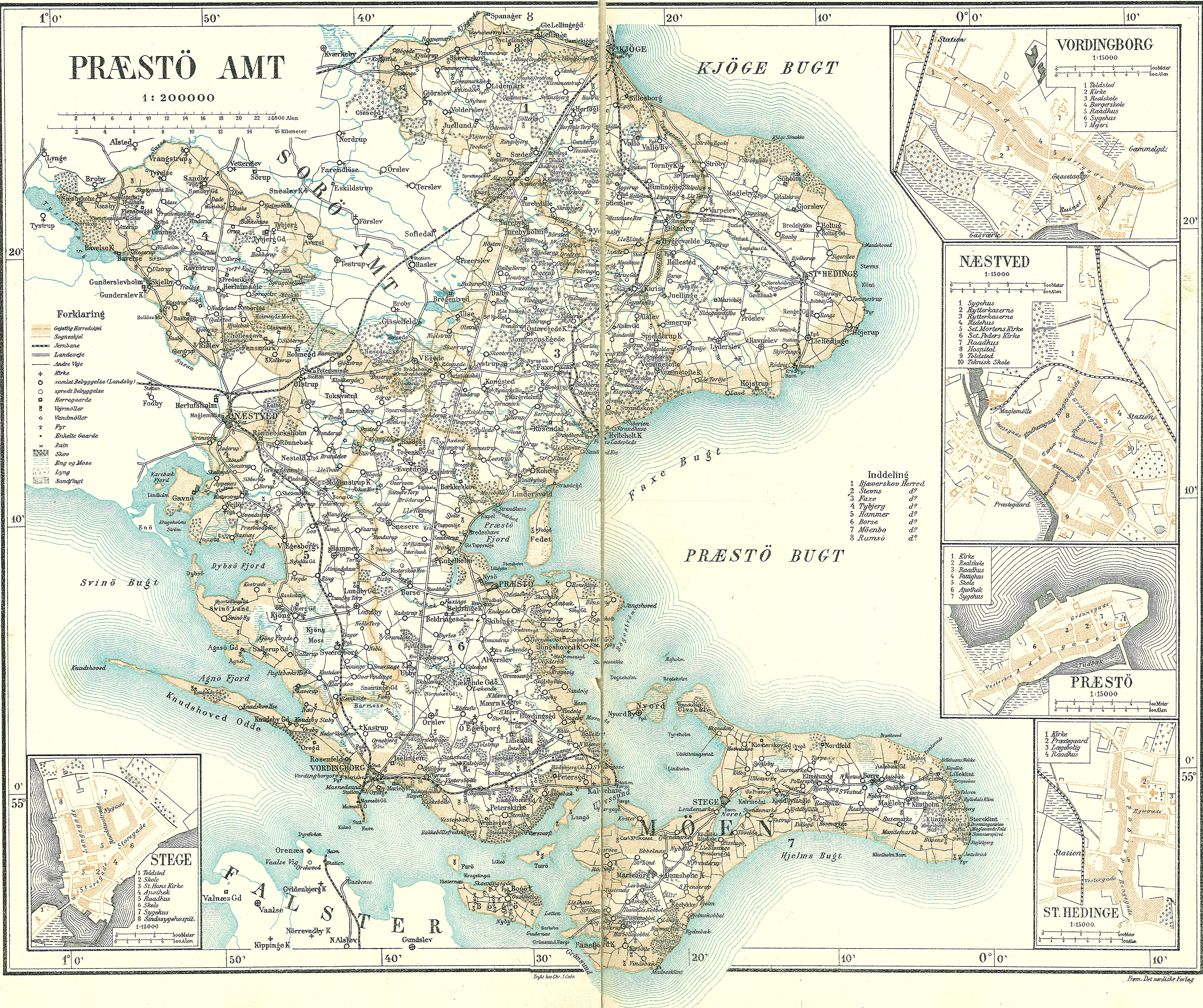
Præstø Amt ca. 1900

Præstø Amt (benannt nach der Stadt Præstø) war bis zur dänischen Kommunalreform zum 1. April 1970 eines der damaligen Ämter in Dänemark. Das Amt entstand 1750 durch Zusammenlegung von Tryggevælde Amt und Vordingborg Amt. 1803 kam noch Møn Amt dazu. 1970 wurden Maribo Amt und Præstø Amt zum Storstrøms Amt zusammengelegt, das im Zuge der Kommunalreform 2007 in der Region Sjælland aufging.
Das Amt bestand aus sieben Harden (dän.: Herred):
- Tybjerg Herred
- Hammer Herred
- Bjæverskov Herred
- Stevns Herred
- Fakse Herred
- Bårse Herred
- Monbo Herred